# Morti nel 1351
| Questa pagina contiene informazioni ricavate automaticamente dalle voci biografiche con l'ausilio del template Bio e di un bot. L'aggiornamento è periodico e automatico e ricostruisce completamente la pagina. Se manca una persona in questa lista, sei pregato di non aggiungerla, ma accertati piuttosto che la sua voce biografica contenga il template Bio e che i dati anagrafici siano correttamente compilati. Se il template Bio manca, inseriscilo tu stesso o, in alternativa, metti l'avviso {{tmp\|Bio}} che ne segnala la mancanza. Se i dati riportati sono sbagliati, correggi direttamente la voce biografica; le modifiche saranno visibili in questa lista entro pochi giorni. Per chiarimenti vedi il progetto biografie. La lista contiene solo le 14 persone che sono citate nell'enciclopedia e per le quali è stato implementato correttamente il template Bio. Pagina aggiornata al 18 giu 2025. |

- 22 gennaio - Ranieri II Casali, politico e condottiero italiano
- 19 febbraio - Corrado Confalonieri, italiano (n. 1290)
- 10 marzo - Giovanni I delfino d'Alvernia, nobile francese
- 20 marzo - Muhammad ibn Tughlaq, sultano indiano
- 24 maggio - Abu l-Hasan 'Ali ibn 'Uthman, sultano marocchino
- 3 giugno - Mastino II della Scala, condottiero italiano (n. 1308)
- 8 giugno - Édouard de Beaujeu, militare francese (n. 1316)
- 20 giugno - Margareta Ebner, religiosa tedesca (n. 1291)
- 15 novembre - Giovanna di Pfirt, duchessa (n. 1300)
- Robert Bemborough, cavaliere medievale britannico
- Heinrich Dusemer, nobile tedesco
- Eleonora di Guzmán, spagnola (n. 1310)
- Enrico II di Brunswick-Grubenhagen, nobile tedesco
- Scaloro degli Uberti, conte